# Seznam zápasů senegalské fotbalové reprezentace na MS
Senegalská fotbalová reprezentace byla celkem 3x na mistrovstvích světa ve fotbale a to v roce 2002, 2018, 2022.
- Aktualizace po MS 2022 - Počet utkání - 12 - Vítězství - 5x - Remízy - 3x - Prohry - 4x

| Číslo | Soupeř     | Výsledek | MS      | Fáze turnaje       | Góly Senegalu                                       |
| ----- | ---------- | -------- | ------- | ------------------ | --------------------------------------------------- |
| 1.    | Francie    | 1 – 0    | MS 2002 | základní skupina A | Papa Bouba Diop                                     |
| 2.    | Dánsko     | 1 – 1    | MS 2002 | základní skupina D | Salif Diao                                          |
| 3.    | Uruguay    | 3 – 3    | MS 2002 | základní skupina D | Khalilou Fadiga (penalta), Papa Bouba Diop (2)      |
| 4.    | Švédsko    | 2 – 1    | MS 2002 | osmifinále         | Henri Camara (2)                                    |
| 5.    | Turecko    | 0 – 1    | MS 2002 | čtvrtfinále        | Ne                                                  |
| 6.    | Polsko     | 2 – 1    | MS 2018 | základní skupina H | Thiago Cionek (vlastní branka Polska), M'Baye Niang |
| 7.    | Japonsko   | 2 – 2    | MS 2018 | základní skupina H | Sadio Mané, Moussa Wagué                            |
| 8.    | Kolumbie   | 0 – 1    | MS 2018 | základní skupina H | Ne                                                  |
| 9.    | Nizozemsko | 0 – 2    | MS 2022 | základní skupina A | Ne                                                  |
| 10.   | Katar      | 3 – 1    | MS 2022 | základní skupina A | Boulaye Dia, Famara Diédhiou, Bamba Dieng           |
| 11.   | Ekvádor    | 2 – 1    | MS 2022 | základní skupina A | Ismaïla Sarr (penalta), Kalidou Koulibaly           |
| 12.   | Anglie     | 0 – 3    | MS 2022 | osmifinále         | Ne                                                  |